# 10-й Нью-Йоркский пехотный полк
10-й Нью-Йоркский пехотный полк (10th New York Volunteer Infantry Regiment) — представлял собой один из пехотных полков армии Союза во время Гражданской войны в США. Полк был набран сроком на 2 года службы и принял участие во многих сражениях Потомакской армии от Семидневной битвы до сражения при Чанселлорсвилле. В мае 1863 года полк был расформирован, а рядовые, записанные на три года службы, сформировали 10-й Нью-Йоркский пехотный батальон, который прослужил до конца войны.

## Формирование
Полк был сформирован в Нью-Йорке и 27 апреля 1861 года принят на службу в федеральную армию сроком на два года. Командиром полка стал полковник Вальтер МакЧесней, подполковником — Александер Элдер и майором — Джон Маршалл. Полк использовал униформу зуавов и был известен как «National Guard Zouaves» или «McChesney Zouaves».

## Боевой путь
6 июня 1861года полк был направлен на пароходе Florida на Вирджинский полуостров в форт Монро, где был передан в распоряжение вирджинского департамента. Полковник МакЧесней скоро покинул полк. В сентябре полк возглавил полковник Джон Бендикс.
В мае 1862 года полк находился в Норфолке и Портсмуте, а 5 июня на пароходе Empire City был доставлен в Йорктаун, откуда на пароходе Arrowsmith — в Уайтхауз на реке Поманки. Там они 14 — 15 июня сталкивались с рейдерами Стюарта (во время его рейда вокруг Макклеллана).
Ещё 7 июня полк был включён в 3-ю бригаду 2-й дивизии V корпуса Потомакской армии (бригада Уоррена).
В конце июня полк участвовал в Семидневной битве, где потерял убитыми 4 офицеров и 11 рядовых, ранеными 2 офицеров и 38 рядовых, и пропавшими без вести 1 офицера и 69 рядовых. В частности,при Гейнс-Милл полк потерял убитыми и ранеными 10 человек, а при Малверн-Хилл — одного.

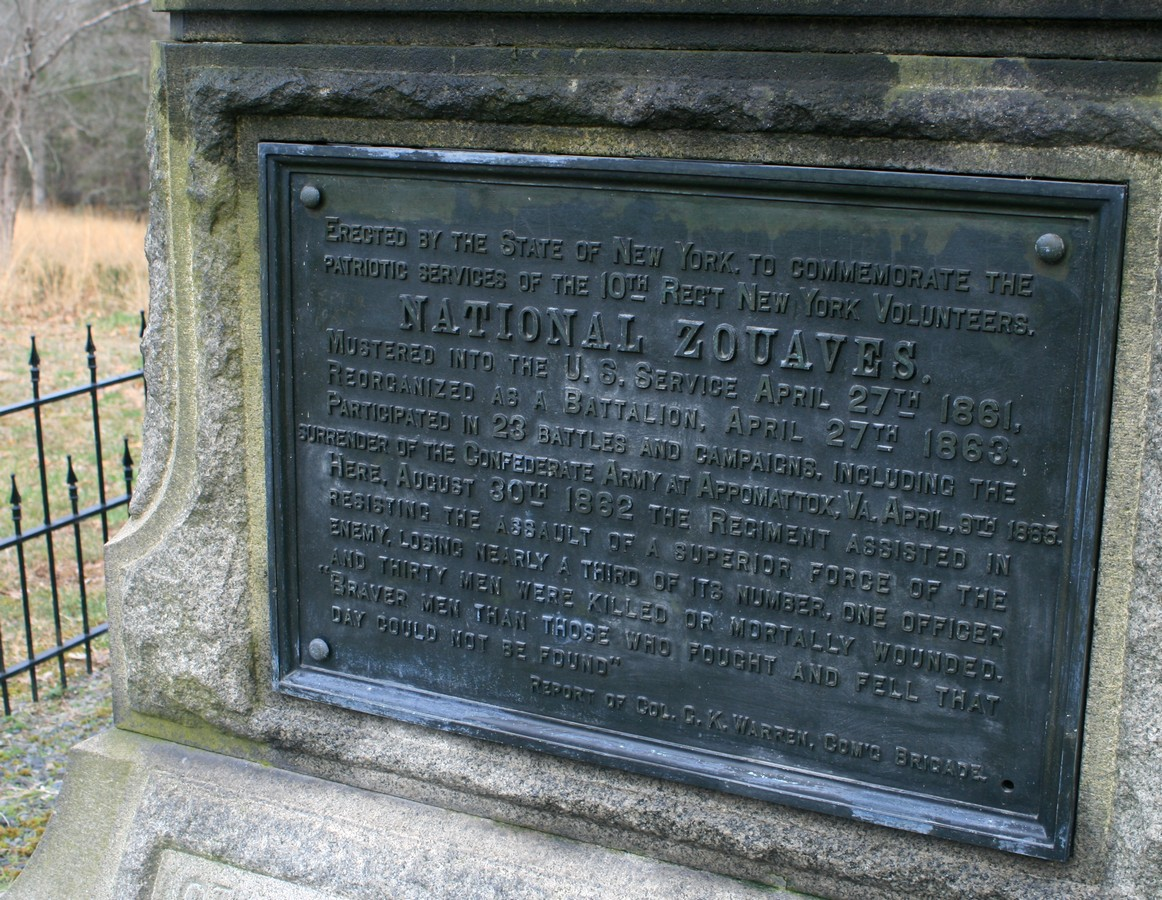
Монумент 10-му Нью-Йоркскому на поле боя при Булл-Ран.

В конце августа полк вернули в форт Монро, а оттуда по морю перебросили в Сентервилл, а 30 августа полк участвовал во втором сражении при Булл-Ран. Дивизия Сайкса не участвовала в знаменитой атаке Портера; маленькая бригада Уоррена (10-й и 5-й нью-йоркские) была поставлена на крайнем левом фланге армии при поддержке 6 орудий батареи Хазлетта. 6 рот 10-го нью-йоркского были развёрнуты в стрелковую цепь. В 16:30 бригада попала под удар дивизий Лонгстрита, который застал Уоррена врасплох. Стрелковая цепь сразу стала отступать, а за ней и остальные роты полка — они бежали к позициям 5-го Нью-Йоркского, который не мог стрелять, чтобы не попасть по своим. Полк бежал до холма Генри, потеряв при отступлении убитыми 1 офицера и 33 рядовых, ранеными 3 офицеров и 52 рядовых, и пропавшими без вести 1 офицера и 25 рядовых.
В сентябре полк был переведён в дивизию Френча, в бригаду Макса Вебера. Во время сражений при Южной Горе и при Энтитеме полк держали в резерве и он не понёс потерь. 19 сентября он был задействован в сражении при Шефердстауне.
В декабре полк числился в бригаде Джона Эндрюза и был задействован в сражении при Фредериксберге. Дивизия Френча в тот день первой атаковала позиции южан на высотах Мари. Первой наступала бригада Натана Кимбалла, а бригада Эндрюза шла второй. Когда бригада Кимбалла отошла, бригада Эндрюза начала перестрелку. В ходе этого боя были потеряны 3 офицера и 12 рядовых убитыми, ранены 42 рядовых и шесть офицеров, в числе которых оказался и полковник Бендикс, который сдал командование капитану Салмону Винчестеру, после смерти которого командование принял капитан Джордж Хоппер.
В январе полк принимал участие в «Грязевом марше».
26 апреля 1863 года капитан Хоппер получил звание майора, а 27 апреля полк был переведён в бригаду Уильяма Хайса.